# Райко Петров (революционер)
Вижте пояснителната страница за други личности с името Райко Петров.
Райко Петров Стойчев Лалов (Лолов) с псевдоним Горанов е български учител и революционер, деец на Вътрешната македоно-одринска революционна организация.

## Биография
Петров е роден на 4 юли 1876 година в Малко Търново, тогава в Османската империя, днес в България. В 1893 година завършва IV клас в гимназията „Д-р Петър Берон” в Одрин. Работи като учител в родния си град. Първоначално е секретар, а след това е избран за ръководител на околийския комитет на ВМОРО в Малко Търново. През февруари 1903 година Георги Райков Стойчев подпомага четата на Михаил Герджиков, готвеща се да извърши атентат при гара Синекли и я снабдява с пет турски военни костюма, но същевременно я предава на властите. В резултат Райко Петров Стойчев Лолов е арестуван, осъден е от военен съд на 15 години военен затвор и затворен в Цариград. Амнистиран е през октомври 1904 година.
Умира на 20 април 1933 или 1936 година в Малко Търново.